# Semikinetoskias
Semikinetoskias is een monotypisch mosdiertjesgeslacht uit de familie van de Bugulidae en de orde Cheilostomatida

## Soorten
- Semikinetoskias dubia Silén, 1941